# Arena Loire
L'Arena Loire est un complexe omnisports et un équipement événementiel français situé à Trélazé en Maine-et-Loire.

## Description technique
Arena Loire Trélazé est un équipement d’une surface de plancher développée de 10 942 m2 répartis sur 5 niveaux.

## Événements musicaux et spectacles

### Événements 2018
| Artiste(s)                    | Dates            |
| ----------------------------- | ---------------- |
| Indochine 13 Tour             | 30 Mars 2018     |
| Calogero Liberté Chérie Tour  | 20 octobre 2018  |
| Louane                        | 03 novembre 2018 |
| Laurent Gerra Sans Modération | 09 novembre 2018 |
| GIMS Fuego Tour               | 08 décembre 2018 |

### Événements 2019
| Artiste(s)                                                                              | Dates                             |
| --------------------------------------------------------------------------------------- | --------------------------------- |
| Jain Souldier Tour                                                                      | 09 mars 2019                      |
| Harlem Globetrotters                                                                    | 11 avril 2019                     |
| Patrick Bruel                                                                           | 14 juin 2019                      |
| Soprano Phoenix Tour                                                                    | 25 avril 2019                     |
| Kendji Girac Amigo Tour                                                                 | 22 mars 2019                      |
| Holiday On Ice                                                                          | 26 mars 2019 27 mars 2019         |
| Angèle Brol Tour                                                                        | 18 mai 2019                       |
| Matthieu Chedid Le Grand Petit Concert                                                  | 16 octobre 2019                   |
| Casse-Noisette                                                                          | 17 novembre 2019                  |
| Lomepal                                                                                 | 23 novembre 2019                  |
| M. Pokora Pyramide Tour                                                                 | 24 novembre 2019                  |
| Soprano Phoenix Tour                                                                    | 30 novembre 2019 01 décembre 2019 |
| Concert Super Privé Chérie FM : - Clara Luciani - Christophe Maé - Les Frangines - Tibz | 13 Décembre 2019                  |

### Événements  2020
| Artiste(s)                               | Dates            |
| ---------------------------------------- | ---------------- |
| Muriel Robin                             | 25 janvier 2020  |
| Angèle                                   | 30 janvier 2020  |
| Ninho                                    | 05 février 2020  |
| Le Lac des cygnes                        | 07 février 2020  |
| Claudio Capéo                            | 06 mars 2020     |
| Christophe Maé                           | 14 mars 2020     |
| La Légende du Lion                       | 28 mars 2020     |
| Les Chevaliers du Fiel                   | 22 avril 2020    |
| Irish Celtic "Le chemin des légendes"    | 17 novembre 2020 |
| Dadju P.O.A Tour                         | 27 novembre 2020 |
| Miraculous Ladybug, le spectacle musical | 29 novembre 2020 |
| Le Plus Grand Cabaret du monde           | 05 décembre 2020 |
| Jean-Baptiste Guegan "la voix de Johnny" | 19 décembre 2020 |

### Événements  2021
| Artiste(s) | Dates           |
| ---------- | --------------- |
| Hoshi      | 04 février 2021 |
| Messmer    | 18 février 2021 |

## Événements Sportifs
- Championnat d'Europe de basket-ball féminin 2013.
- Phase finale de la Coupe de la Ligue française féminine de handball 2015-2016, demi-finale/finale, février 2016
- Fed cup, demi-finale Equipe de France de Fed Cup - Equipe des Pays Bas de Fed Cup, avril 2016.
- TOP8 Coupe de France de Basketball, quart de finale/demi-finale, mars 2018.
- TOP8 Coupe de France de Basketball, quart de finale/demi-finale, mars 2019.
- TOP8 Coupe de France de Basketball, quart de finale/demi-finale, mars 2020.